# Empagliflozina
Empagliflozina es un fármaco perteneciente a la familia de las gliflozinas que se indica en el tratamiento de la diabetes tipo 2. Actúa como inhibidor del co-transportador sodio-glucosa tipo 2 (SGLT2), lo cual evita la reabsorción de glucosa a través del túbulo renal y favorece su eliminación a través de la orina, disminuyendo por tanto los niveles de glucosa en sangre.

## Indicaciones terapéuticas
Empagliflozina se administra por vía oral una vez al día y está indicada para el tratamiento de la diabetes mellitus tipo 2 en pacientes adultos. Esta es una enfermedad crónica que aparece cuando el páncreas no produce la cantidad suficiente de insulina o no la utiliza de forma eficaz. La hiperglicemia no controlada genera graves daños en diferentes órganos del cuerpo y en especial a los nervios y a los vasos sanguíneos.
En un estudio en pacientes con diabetes mellitus tipo 2 y riesgo cardiovascular elevado, los pacientes que recibieron empagliflozina junto al tratamiento estándar tuvieron menos eventos cardiovasculares y menos pacientes murieron con respecto al grupo de recibió el tratamiento estándar. Actualmente EMA y FDA se encuentran analizando los resultados de este ensayo clínico, para añadir el efecto cardioprotectivo en la indicación de empagliflozina.
Para los pacientes que padecen diabetes, además del tratamiento farmacológico, se recomienda una dieta apropiada y ejercicio.

## Efectos adversos
Los ensayos clínicos concluyeron que en pacientes tratados con 10 o 25 mg de empagliflozina una vez al día, la incidencia de eventos adversos fue similar a la observada en pacientes tratados con placebo, sin embargo, hubo una mayor frecuencia de infecciones genitales. Este fármaco se asocia a un aumento en los niveles de colesterol asociado a lipoproteínas de baja densidad (LDL) y a lipoproteínas de alta densidad (HDL).
Actualmente existe preocupación sobre el riesgo del aumento de cetoacidosis en pacientes tratados con el grupo de gliflozinas, por lo que el 12 de junio de 2015, la Agencia Española de Medicamentos y Productos Sanitarios (AEMPS), recomendó al personal sanitario la monitorización de los cuerpos cetónicos en los pacientes durante el tratamiento.

## Mécanismo de acción
Empagliflozina es un inhibidor del co-transportador sodio-glucosa tipo 2 (SGLT- 2), que se encuentra casi exclusivamente en los túbulos proximales de la nefrona en los riñones. El co-transportador SGLT-2 realiza alrededor del 90% de la reabsorción de glucosa a la sangre. La inhibición de SGLT- 2 reduce la glucosa en sangre mediante el bloqueo de la reabsorción de glucosa en el riñón y por lo tanto incrementa la excreción de glucosa a través de la orina.

## Estatus regulatorio
En mayo de 2013, Boehringer Ingelheim y Lilly solicitaron la autorización de comercialización de este fármaco a la Agencia Europea de Medicamentos (European Medicines Agency, EMA) y a la Administración de Alimentos y Medicamentos de Estados Unidos (Food and Drug Administration, FDA). El fármaco fue aprobado en Europa en mayo de 2014 y fue aprobado por la FDA en Estados Unidos en agosto de 2014. Para la aprobación en los Estados Unidos, la FDA solicitó cuatro estudios post-comercialización: estudio de resultados cardiovasculares, dos estudios pediátricos, y un estudio de toxicidad en animales relacionados con los ensayos pediátricos.

## Ensayos clínicos
El 17 de septiembre de 2015, se publicó en la revista científica The New England Journal of Medicine, “Empagliflozina Criterios de Valoración Cardiovasculares y Mortalidad en la Diabetes de Tipo 2” un artículo que muestra los resultados del ensayo clínico realizado tras la comercialización del fármaco, EMPA–REG OUTCOME (en www.clinicaltrials.gov: NCT01131676).
Este ensayo clínico, aleatorio y doble ciego contó con tres grupos de estudio: placebo, y 10 mg o 25 mg de empagliflozina una vez al día para evaluar los episodios cardiovasculares en adultos (de > 18 años) con diabetes tipo 2 y alto riesgo de padecer problemas cardiacos. El estudio se realizó en 590 centros de 42 países, participaron 7.028 pacientes de los cuales 7.020 fueron incluidos en el análisis principal.
En el estudio se pudo observar una disminución en las muertes por causas cardiovasculares en los pacientes tratados con empagliflozina frente a placebo[3]: 38% en el riesgo relativo (3,7% frente a 5,9%), una disminución en la hospitalización por insuficiencia cardíaca del 35% en el riesgo relativo (2,7% frente a 4,1%) y una disminución en la muerte sin causa identificada del 32% en el riesgo relativo (5,7%  frente a 8,3%).

## Investigación y comercialización
La empagliflozina es un medicamento comercializado con el nombre de Jardiance®, y en combinación con metformina con el nombre de Synjardi® fue desarrollado por Boehringer Ingelheim y esta comercializado de la alianza entre Boehringer Ingelheim y Eli Lilly.